# Телейкен (Чек-Абадский айылный аймак)
Телейкен (кирг. Төлөйкөн) — село в Араванском районе Ошской области Кыргызстана. Входит в состав Чек-Абадского айылного аймака.

## География
Село расположено в западной части области, на расстоянии приблизительно 5 километров (по прямой) к западу от села Араван, административного центра района.

## Население
Согласно оценочным данным Национального статистического комитета Кыргызской Республики, численность населения села на начало 2023 года составляла 647 человек.
| год     | 2009 | 2014 | 2015 | 2020 | 2021 | 2023 |
| ------- | ---- | ---- | ---- | ---- | ---- | ---- |
| человек | 433  | 530  | 501  | 590  | 602  | 647  |